# Radan Kanev
Radan Milenov Kanev (en bulgare : Радан Миленов Кънев), né le 30 septembre 1975 à Sofia, est un homme politique bulgare élu membre du Parlement européen pour la Bulgarie lors des élections européennes de 2019. Il a été l'un des principaux membres du Bloc réformateur. Il est réélu en 2024.